# Freitagsmoschee von Waramin
Die Freitagsmoschee von Waramin (persisch مسجد جامع ورامین Masdsched-e-Dschame-e-Varāmīn, IPA: [mæsd͡ʒɛd ɛ d͡ʒɑmɛ ɛ væɾɑmin]) ist eine historische Moschee in der iranischen Stadt Waramin. Die Moschee ist eines der ältesten Gebäude in Waramin. Sie wurde im 14. Jahrhundert während der Ära Öldscheitüs begonnen und durch seinen Sohn Abū Saʿīd vervollständigt. Das Gebäude besteht aus einem Schabestan (vielschiffige Säulenhalle), einem Portikus, einer großen Ziegelkuppel, einem Anbau neben dem Schabestan und einer Ansammlung von zehn kleinen Bögen entlang eines großen Mittelbogens.

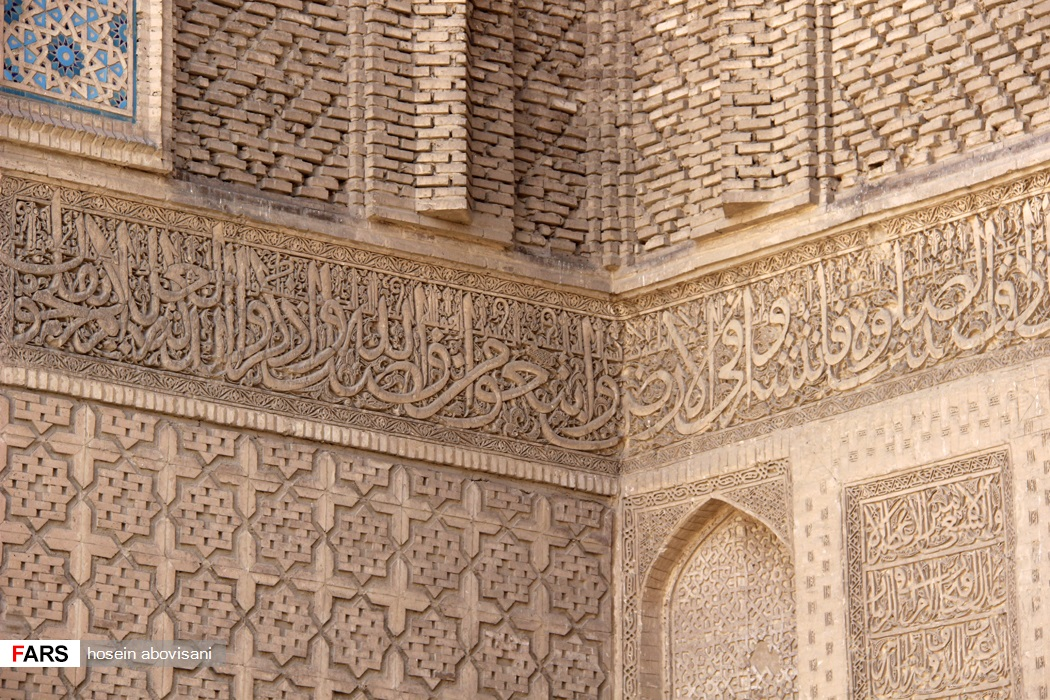
Verschiedene Wandoberflächen
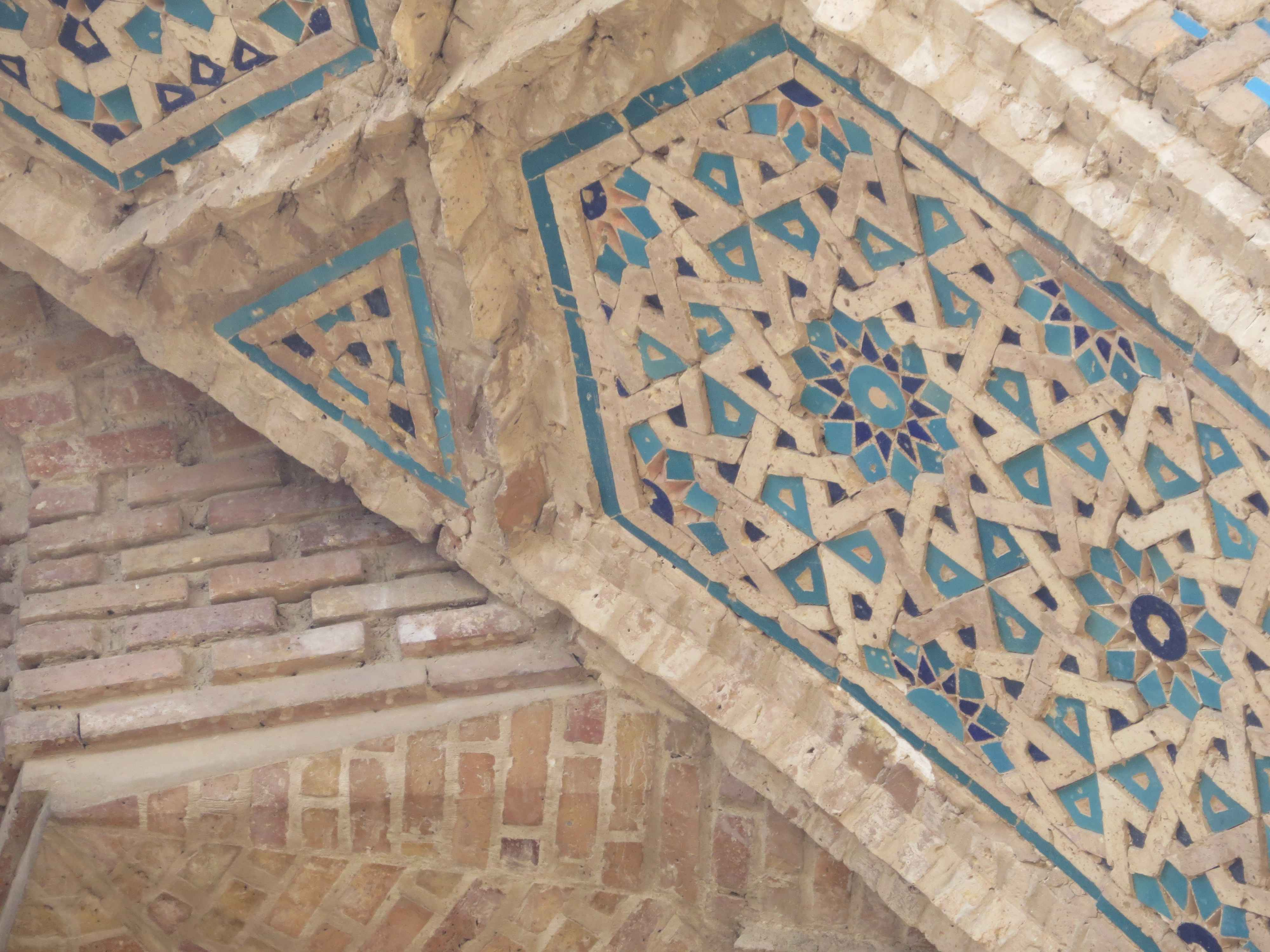
Relief und Glasur am Hauptbogen
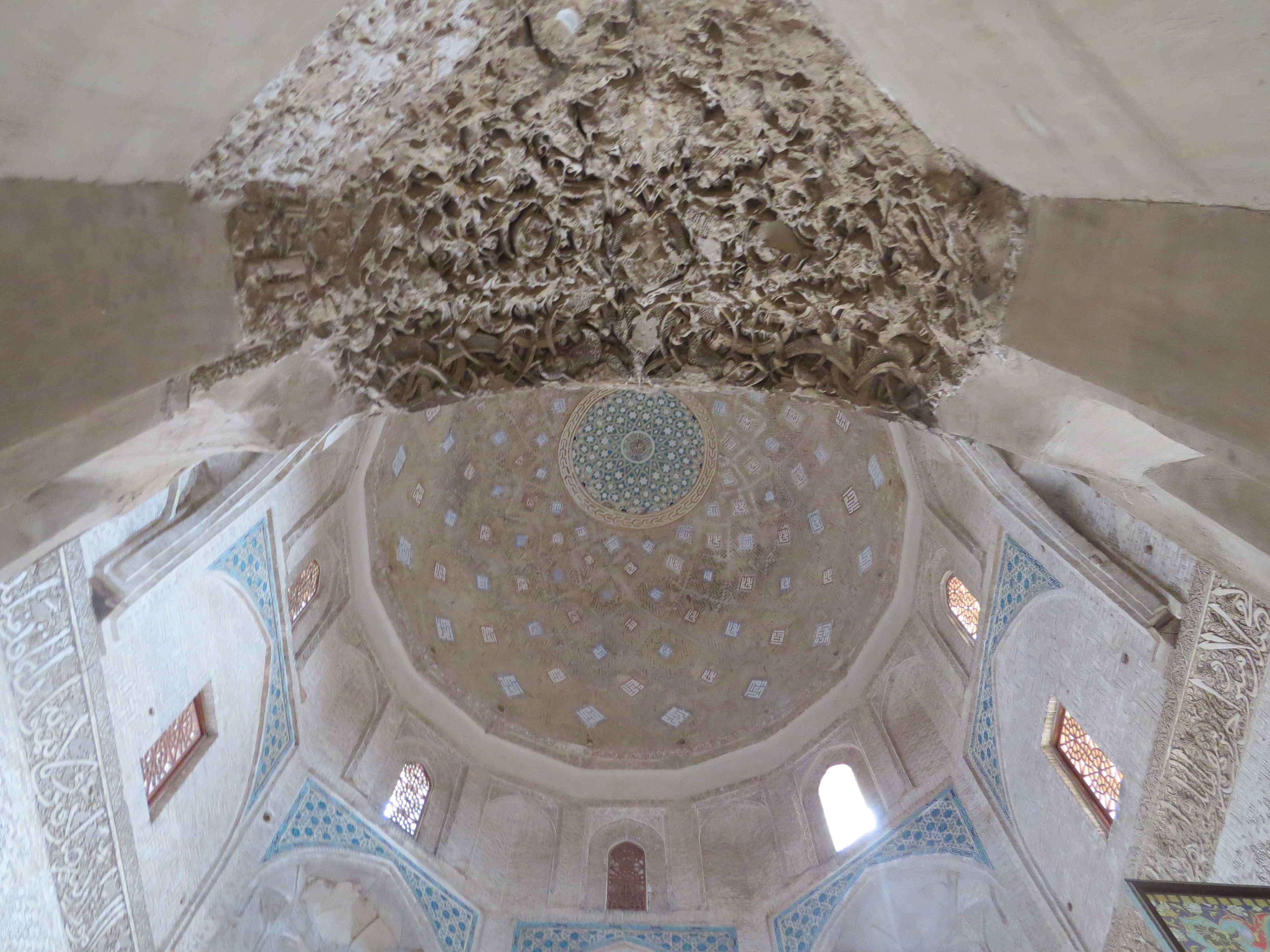
Stuckbogen und Kuppel des Mihrab

Die Wandoberflächen sind vielfältig gestaltet; neben einfachem Mauerwerksverband (vor allem in Lisenen) gibt es großflächige Ornamente aus gleichartigen Mauerziegeln, glasierte Kacheln, Ornamente aus Kacheln und erhabenen Ziegeln, komplexe Ziegelreliefs und Stuck. Der Stuck am Gebäude gilt als einer der schönsten im Iran. Der Iwan des Schabestans enthält wertvolle Inschriften. Die Inschriften weisen verschiedene arabeske Muster und verschiedene arabische, kufische und persische Schriften aus.
Die Archäologin Jane Dieulafoy schrieb in ihren Reisebericht über die Moschee folgendes:

„… Nach den gewöhnlichen Komplimenten und kurzer Erholung gingen wir die Freitagsmoschee von Waramin besichtigen. Das Gebäude war sehr schön und herrlich in der Vergangenheit, aber derzeit ist es nur eine Ruine. Sogar haben die Gläubigen haben Angst vor dem Einsturz der Decke und gehen nicht für das Gebet dorthin. Deshalb gibt es kein Problem die Moschee zu besichtigen und jeder kann ohne Problem diese Ruine besuchen.“